# Hypogastrura tsukubaensis
Hypogastrura tsukubaensis är en urinsektsart som beskrevs av Tamura 1997. Hypogastrura tsukubaensis ingår i släktet Hypogastrura och familjen Hypogastruridae. Inga underarter finns listade i Catalogue of Life.